# Совет по образованию Калгари
Калгарийский школьный округ № 19 или Совет по образованию Калгари (CBE) — совет государственных школ в Калгари, Альберта, Канада. В качестве государственной системы CBE должен принимать всех студентов, соответствующих возрасту и требованиям к месту жительства, независимо от религии. Совет по образованию Калгари (CBE) был основан в 1885 году как протестантский муниципальный школьный округ Калгари № 19.

## Размер

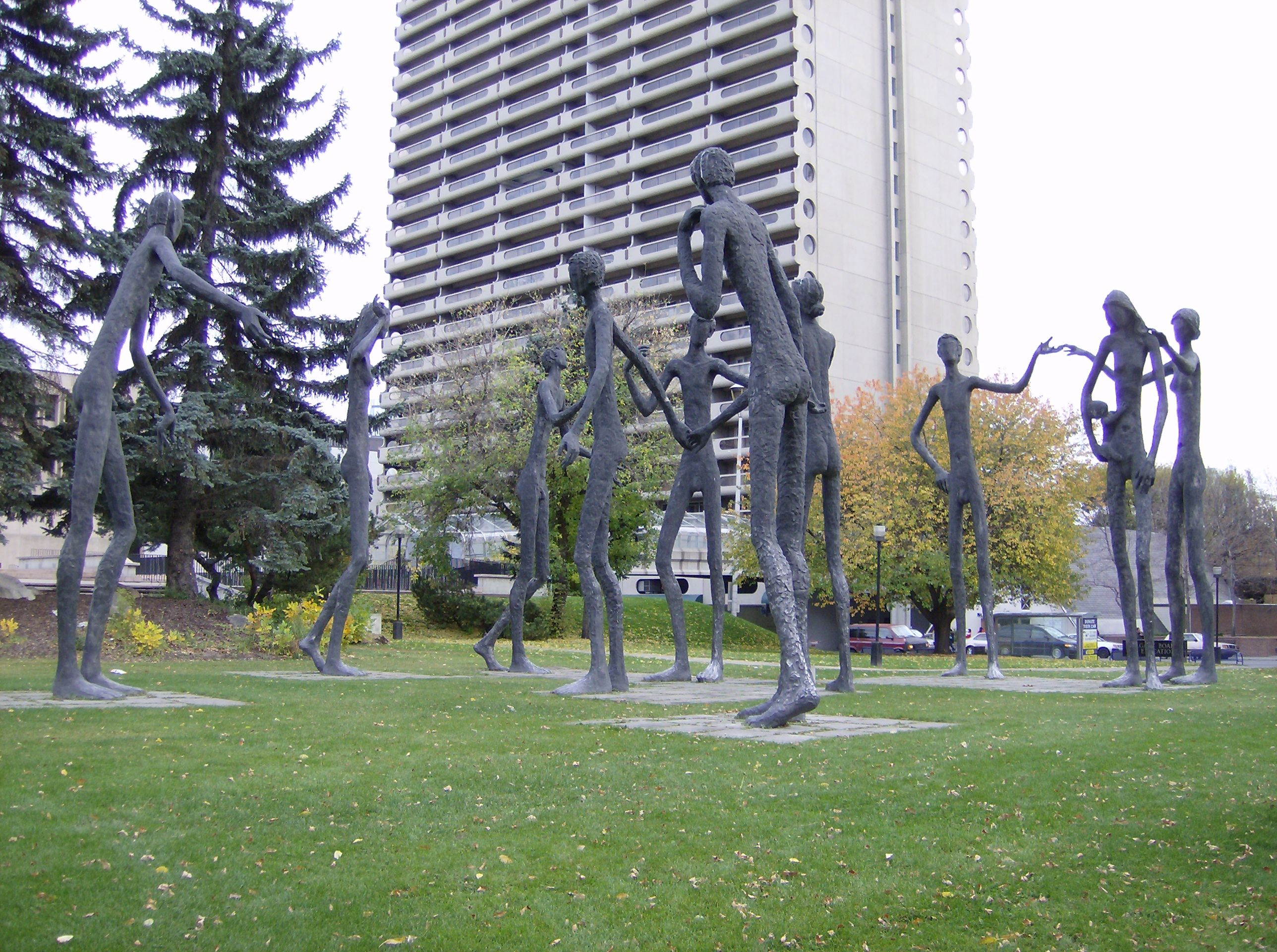
Статуи Марио Арменгола возле бывшей штаб-квартиры CBE.

С точки зрения количества учащихся и количества школ CBE является крупнейшим школьным советом в Альберте и более чем в два раза больше, чем совет другого крупного школьного округа в Калгари, католический школьный округ Калгари (CCSD), который в основном преподает католическим студентам. Два других района, расположенных в городе, оба франкоязычных, составляют лишь небольшую часть CBE, и в каждом из них есть всего несколько школ. По площади суши CBE — самый маленький из четырех округов Калгари, так как его территория ограничена муниципальными пределами Калгари (хотя его площадь лишь немного меньше, чем у CCSD). Поскольку границы города расширились, границы CBE остались прежними. Вся земля CBE перекрывает другие три района.
CBE управляет 226 школами с классами K-12. Количество учащихся, не являющихся взрослыми, составило 111 518 человек, дополнительно зарегистрировано 2 982 учащихся для продолжения образования, то есть CBE-Learn и Chinook Learning. Общее количество учащихся в сентябре 2014 года составило 114 472 человека. Операционный бюджет на 2015/16 финансовый год составил 1,3 миллиарда долларов.

## Управление
CBE управляется группой из семи избранных попечителей. Каждый попечитель представляет два прихода в городе. Они избираются каждые четыре года на обычных муниципальных выборах. На выборах избиратели Калгари могут голосовать за попечителя только одного (а не обоих) из двух основных школьных советов. Государственная (CBE) и католическая (CCSD) системы работают независимо друг от друга и находятся в непосредственном ведении правительства провинции Альберта.
Пэт Кокрейн, долгое время работавший попечителем и председателем правления, отказалась участвовать в муниципальных выборах 2013 года. Кокрейн был впервые избрана в 1999 году и посвятила много сил и времени делу государственного образования. Попечитель Джордж Лейн потерпел поражение с большим отрывом в палатах 6 и 7.

## Специальные программы
CBE реализует ряд специальных программ, обычно, но не всегда, вне обычных школ (с регулярным обучением).
Программа CBE для обучения одаренных и талантливых (GATE) помогает квалифицированным учащимся получить более продвинутый уровень обучения. GATE сжимает и ускоряет типичную учебную программу. Она также предоставляет дополнительных экспертов и наставников. В настоящее время программу GATE предлагают девять школ CBE.
В 2003 году CBE открыла единственную школу для женщин, Академию Элис Джеймисон для девочек. В том же году, несмотря на возражения правления, была также открыта Калгарийская школа для девочек (CGS); но как чартерная школа CGS работает независимо от CBE. В обеих школах учатся 4–9 классы, и они основаны на предпосылке, что девочки учатся не так, как мальчики, и по социальным причинам будут хуже учиться в присутствии сверстников-мужчин.
В 2011 году CBE открыла первую альтернативную программу для мужчин, основанную в школе сэра Джеймса Лугида. Программа обучает классы K-5 и аналогична школам для девочек — программа основана на предпосылке, что мальчики учатся иначе, чем девочки, и они могут вести себя иначе, чтобы соответствовать ожиданиям «мачо», и что им требуется более активный, практичный стиль обучения.

### Французский как основной язык обучения
Совет также реализует программу французского погружения в ограниченном количестве школ. Программа предназначена в основном для англоязычных семей, которые хотят, чтобы их дети свободно говорили по-французски. Он предлагает программы раннего и позднего усыновления.
Вплоть до 2000 года CBE также преподавал французский язык (как основной язык обучения) для детей из французских семей (которые не нуждались в погружении или не хотели этого). Когда в 2000 году был сформирован Школьный совет Большого южного франкоязычного региона, CBE отказался от своей власти над такими школами и передал (то, что тогда называлось) Ecole Queen's Park (его единственная такая школа в то время) франкоязычному совету.